# Marumba gaschkewitschii
 Marumba gaschkewitschii  ist ein Schmetterling (Nachtfalter) aus der Familie der Schwärmer (Sphingidae). Die Falter fliegen in der östlichen Paläarktis von China über die Mongolei bis nach Russland.

## Merkmale

### Imago
Die Falter erreichen eine Flügelspannweite von 70 bis 92 Millimetern. Sie haben rotbraun gefärbte Vorderflügel mit dunklen Binden. Die Hinterflügel weisen eine dunkelrosa Färbung auf. An deren unterem Ende befindet sich ein dunkler Fleck. Die Flügelränder sind leicht gezackt. Die Unterseite der Falter ist rostig braun. Insgesamt sind die Falter im Ruhezustand gut getarnt.

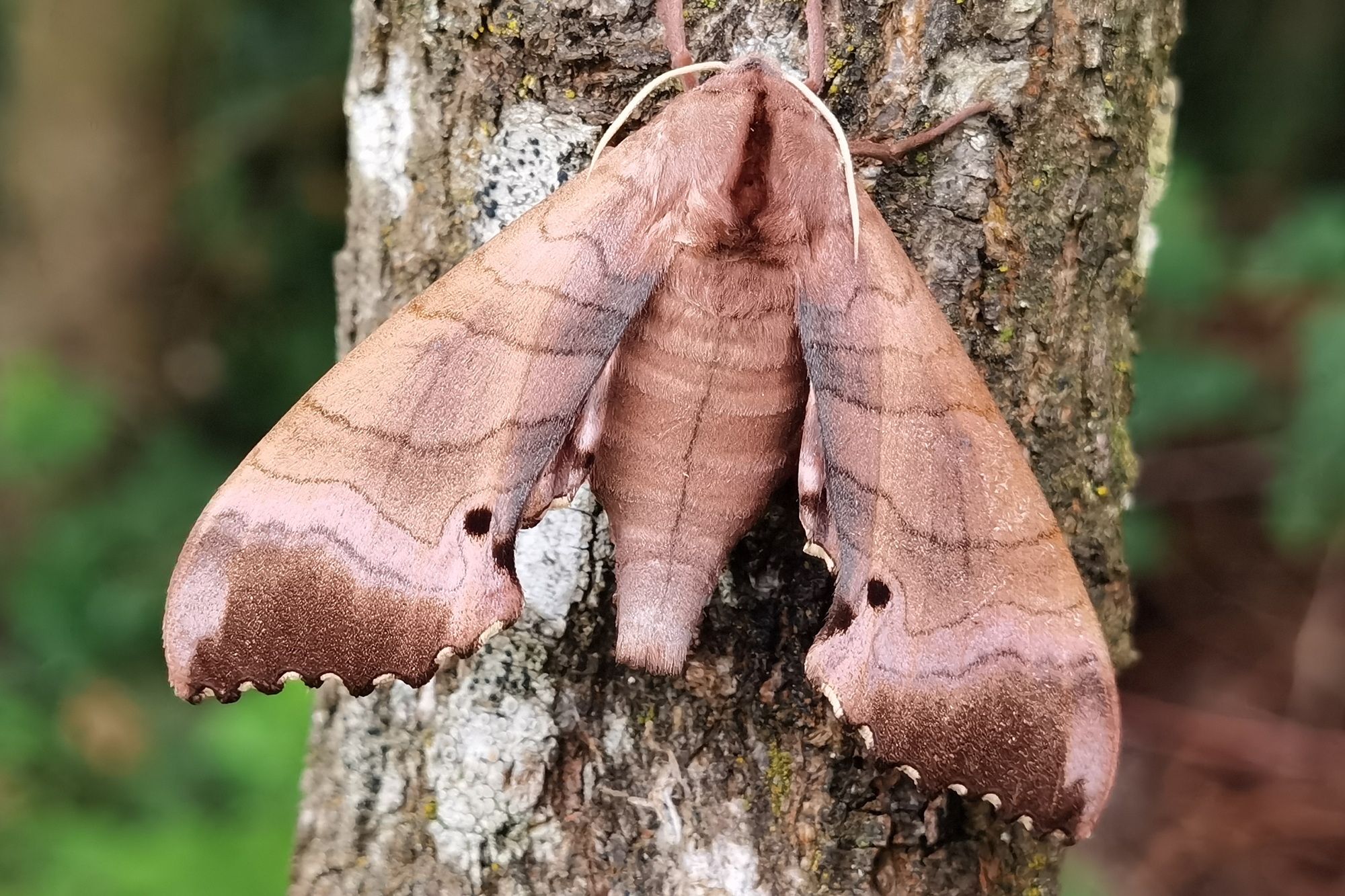
Marumba gaschkewitschii – weiblicher Falter

### Ei
Die Eier sind anfangs von hellem, durchscheinendem Grün und etwa 2 × 1,5 mm groß. Kurz vor dem Schlupf der Raupen ändert sich die Färbung aber zu gelblich glänzend. Meist werden sie einzeln an der Blattunterseite der Nahrungspflanzen abgelegt, selten in kleinen Gruppen. Die Struktur ist glänzend und glatt.

### Raupe
Die Raupen weisen vor allem in den frühen Stadien ein interessantes Kopfhorn auf und reagieren sehr nervös, wenn sie gestört werden. Sie sind hellgrün, in den erwachsenen Stadien oft türkisgrün, und leben ausschließlich auf Sträuchern der Nahrungspflanzen, nie auf ausgewachsenen Bäumen. Meist findet man sie in Höhen bis 1,5 Meter über dem Boden. Bevorzugt werden hier Sträucher direkt unter großen Bäumen.
Die Raupen fressen an Eriobotrya japonica und verschiedenen Gewächsen der Gattungen Malus, Prunus und Pyrus.

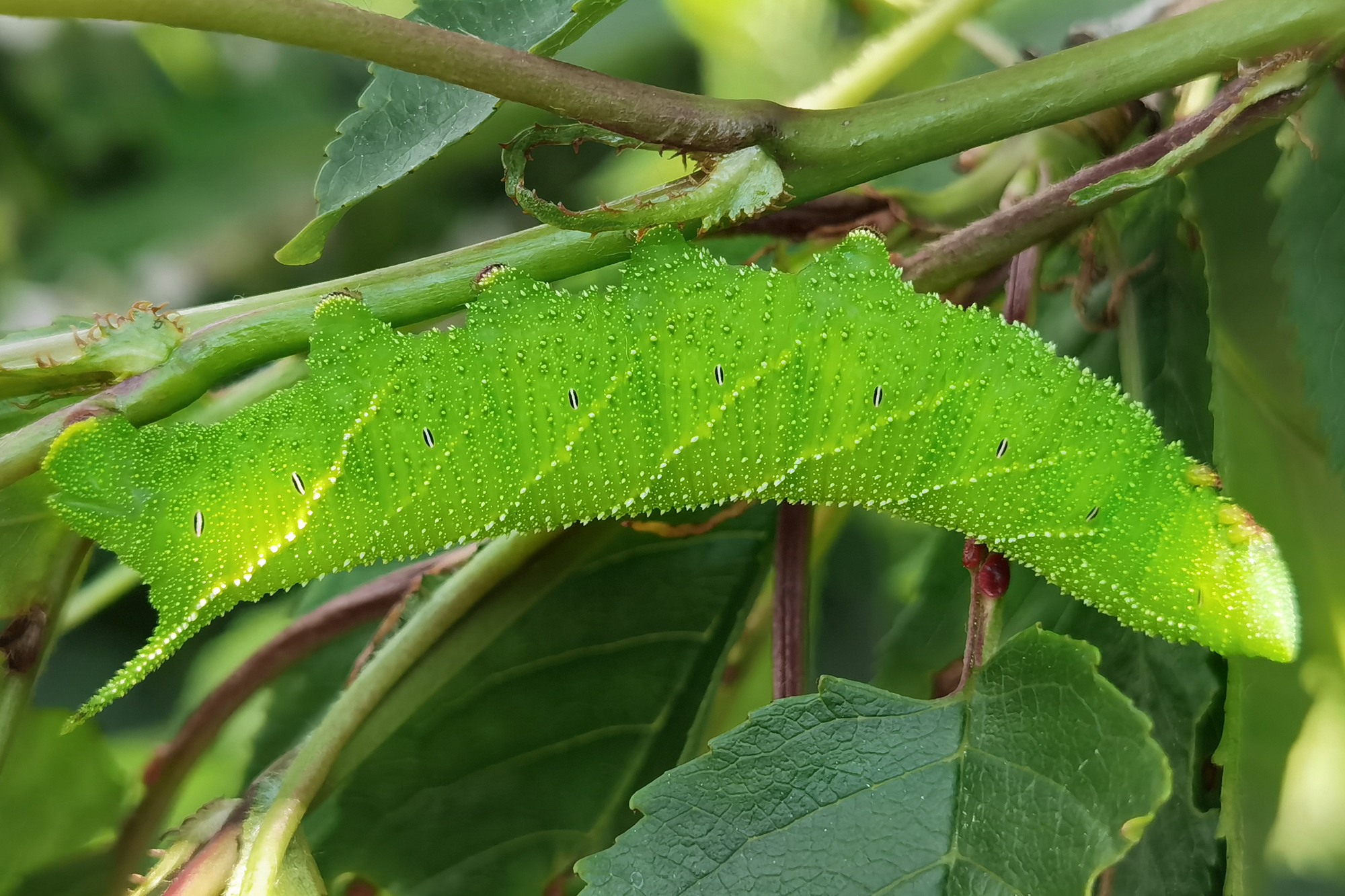
Raupe von Marumba gaschkewitschii

### Puppe
Die mahagonibraun glänzenden Puppen sind zwischen 40 und 48 mm lang. Die Puppen überwintern in einer beinahe seidenfreien Zelle im Boden.

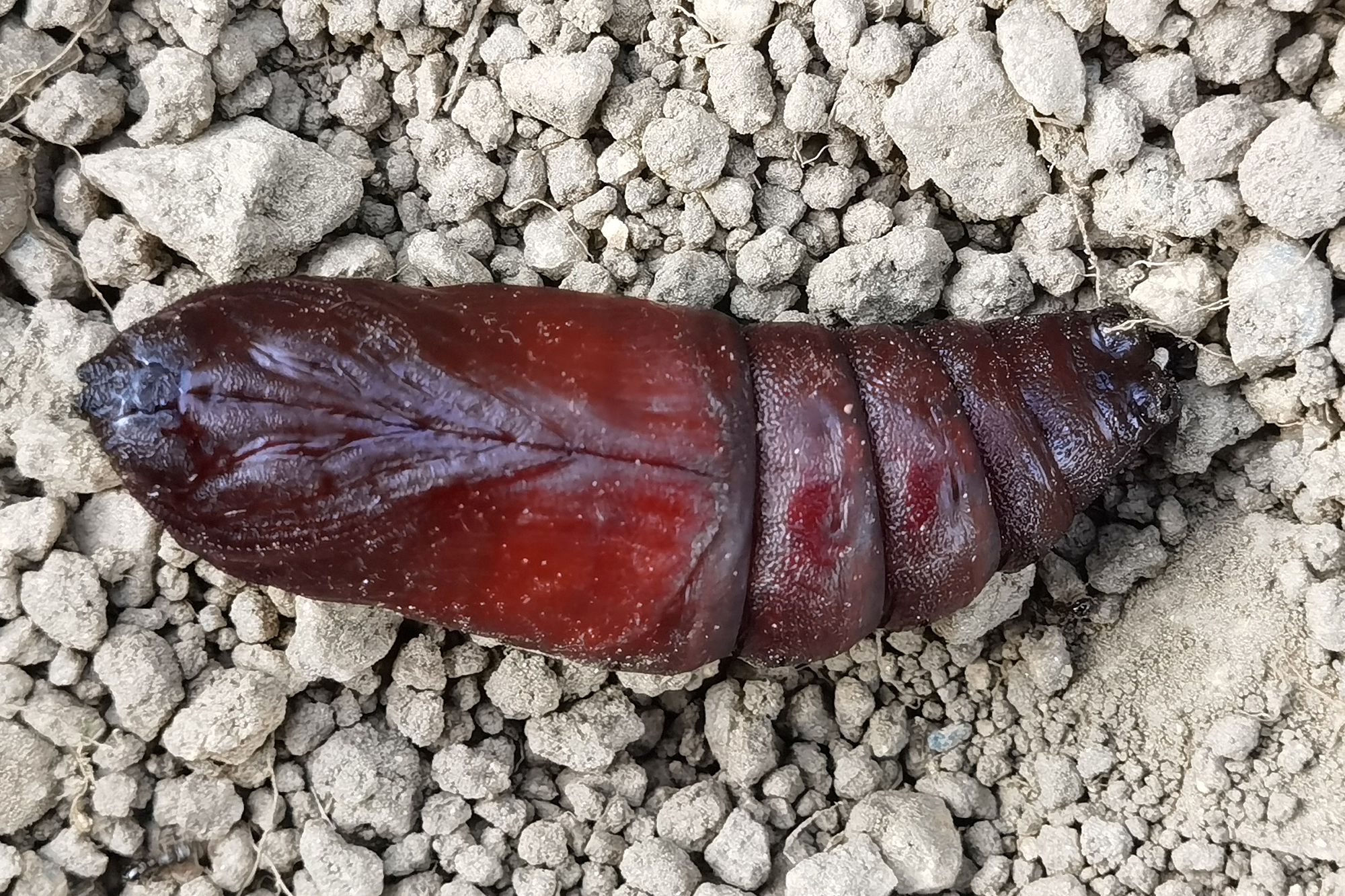
Puppe von Marumba gaschkewitschii

### Unterarten
- Marumba gaschkewitschii carstanjeni (Staudinger, 1887) [Unterart nach funet.fi]
- Marumba gaschkewitschii complacens (Walker, [1865]) [Unterart nach funet.fi]
- Marumba gaschkewitschii discreta Derzhavets, 1977 [Unterart nach funet.fi]
- Marumba gaschkewitschii gressitti Clark, 1937 [Unterart nach funet.fi]